# Castell d'Albinyana
Castell d'Albinyana és una obra del municipi d'Albinyana declarada bé cultural d'interès nacional.

## Descripció
Ruïnes situades dalt d'un turó, properes a l'ermita de Sant Antoni. Les restes, murs de pedra ben lligada amb morter de calç, són restes de muralla i la base d'una torre de vigilància.

## Història
El 986 Albinyana fou reconquerida per Adalbert, fill del vescomte Guitard. Quan Adalbert morí, el 1010, deixà el castell al monestir de Sant Cugat del Vallès. La deixa fou impugnada pel seu germà Geribert però el cenobi guanyà el plet. El 1040 l'abat d Sant Cugat va establir el castell d'Albinyana a benefici de Bernat Odger de Castellet, amb la condició que hi edifiqués un castell, ja que el primer estaria enderrocat, poblés el lloc i tingués acabada una torre de pedra i calç, de 50 pams, en un termini de set anys. Consten diverses confirmacions posteriors del castell, a favor del monestir de Sant Cugat del Vallès. En la castlania trobem els Banyeres i els Papiol com a cognoms més destacats.
Un document del 1088 refereix que el castell estava destruït, solitari i erm, sense habitants i sense treballar les terres a causa de la por als sarraïns. L'any 1098 una butlla del papa Urbà II confirma el castell i l'església com a possessions del monestir de Sant Cugat. El 1180, el castell era retingut per Pere d'Estella.